# Ландсир, Чарльз
Чарльз Ландси́р (англ. Charles Landseer, 12 августа 1799[…], Лондон — 22 июля 1879[…], Лондон) — британский исторический живописец.

## Биография
Родился в 1799 году в Лондоне в семье гравёра Джона Ландсира. Его братьями и сёстрами были художник-анималист Эдвин Ландсир, гравёр и анималист Томас Ландсир (наиболее известный созданием цикла гравюр с живописных оригиналов своего брата Эдвина) и художница Джессика Ландсир.
Учился сперва у своего отца, затем — у художника Бенджамина Роберта Хейдона. В 1816 году получил награду от Королевского общества искусств за рисунок, изображающий Лаокоона.
С 1816 года учился в Королевской академии художеств в Лондоне в мастерской Иоганна Генриха Фюсли.
В 1823 году Чарльз Ландсир сопровождал дипломата Чарльза Стюарта, 1-го барона де Ротсея в ходе его поездки в Португалию и Бразилию. Итогом поездки для Ландсира стал ряд рисунков, многие из которых были продемонстрированы на выставке в Британском институте в 1828 году.
С 1837 года Чарльз Ландсир являлся членом-корреспондентом, а с 1845 года — академиком Королевской академии художеств. К этому времени он был известен, как исторический живописец, создававший изысканные композиции, отличавшиеся вниманием к историческим деталям.
В 1851—73 годах занимал должность главного хранителя Академии художеств и преподавал в Антикварной школе.
Чарльз Ландсир скончался в Лондоне в 1879 году. Он завещал Королевской академии художеств 10 000 гиней на создание стипендиального фонда для талантливых молодых художников.

## Галерея
- Разграбление дома богатого еврея при короле Ричарде Львиное Сердце
- Разграбление сторонниками Кромвеля дворца Бейсинг-хауз.
- Король Карл I и принц Рупрехт Пфальцский  накануне битвы при Эджхилле
- Оливер Кромвель во время битвы при Нейзби
- Гибель короля Альбоина, основателя Лангобардского королевства
- Эзоп, сочиняющий басни.